# شدا الأسفل
 جبل شدا الأسفل إحدى جبال السراة في جنوب غرب المملكة العربية السعودية، وواحد من أعلى الجبال في المملكة.

## التسمية
شدا في اللغة من يشدوا إذا غنّى وشدا الأسفل ثاني جبلين ذُكرا في معجم البلدان هما جبلا شدا الأسفل و شدا الأعلى. 

## الموقع والحدود
كلمة شدا تعني ارتفع وسما وبعض المعاجم تذكر أنه بمعنى القوة. شدا الأعلى وشدا الأسفل هو اسم يطلقان على سلسلة جبلية تقع في تهامة الباحة بالقرب من مدينة المخواة وبلدة قلوة، على ارتفاع يتجاوز 2200 متر، ينتصب جبل شدا الأعلى بشموخ بين سهول تهامة المنخفضة ويجاوره جبل شدا الأسفل من الجهة الجنوبية والذي يصل ارتفاعه إلى أكثر من1500 متر عن سطح البحر.
يقع جبل شدا الأسفل في جنوب غرب المملكة العربية السعودية وتسكنه قبيلة زهران التي تملك جبل شدا  الاسفل وقبيلة غامد الي تملك جبل شدا الأعلى وهو أحد جبال منطقة الباحة الشاهقة وعليه تقع قرى شدا الأسفل، ويحد جبل شدا الأسفل من الشرق محافظة المخواة ومن الغرب جبال قراما ومن الجنوب الخريق وبني شرفاء ومن الشمال شدا الأعلى و وادي نيرا.

## الخصائص الطبيعية
يمتاز جبل شدا الأسفل عما حوله من الجبال بكثرة الصخور الجرانيتية البالغة الضخامة وخاصة تلك الكتل الصخرية الضخمة الواقعة بكل كبرياء والمسماة (ندبة) والتي تشق عنان السماء بطولها الذي يقدر بمئتي متر تقريبا، وقد وقف طويلا لهولها علماء كنديون من بعثة المسح الجيولوجي في أول زيارة لهم للمنطقة وقد أتو آنذاك بواسطة طائرة (الهليكوبتر) وذلك عام 1391هـ. والجبل يتميز بوجود عدد ضخم جداَ من الهِضَاب (المغَارات) المظلمة والقابعة تحت الصخور العظيمة.
يقول الدكتور أحمد قشاش الباحث في الآثار: «إن جبل شدا الاعلى ومثله جبل شدا الأسفل، يتكون من الصخور النارية الجرانيتية التي ارتفعت وانكشفت منذ قديم الزمان نتيجة للحركات الأرضية البانية للجبال، والتي تعود إلى حقب ما قبل الكمبري، وهو أقدم العصور الجيولوجية في تاريخ نشأة الأرض. ومن أبرز العناصر الطبيعية في هذين الجبلين مغارات عجيبة وكهوف واسعة، تكونت بفعل عوامل التعرية خلال ملايين السنين، وأخرى تكونت بفعل تسلل الغازات من الصهير الناري عند التبلور في الجزء الخارجي من ذلك الصهير، فتركت مكانها تجاويف كروية أو مستطيلة أو بيضاوية الشكل، تختلف أحجامها من صخرة إلى أخرى، وهي كثيرة جدًا في هذين الجبلين، ولا سيما جبل شدا الأسفل . وكهوف أخرى تكونت بفعل تساقط الجلاميد الضخمة فوق صخور أخرى، فتكون بينهما فراغات كهفية واسعة . وهذه الكهوف من المواطن الطبيعية المحصنة التي استوطنها الإنسان منذ بدء الخليقة، وما زالت موطنا مثاليًا للناس من أهل هذين الجبلين».

## القرى
يسكن جبل شدا ما يقرب من أربعة آلاف نسمة يتوزعون على قرى منها ماهو أعلى الجبل ومنها ما يقع في الطرفين الشمالي والغربي منه وأهم هذه القرى هي:
- قرية الفرع: وهي بمثابة العاصمة وتقع على مساحة كبيرة جدا في أعلى الجبل وهي ارض زراعية واسعة كانت تكثر بها مزارع البن و الرمان و الموز وبعض الفواكه والخضروات أيضا وقد هلكت معظم هذه المزروعات لقلة الأمطار وعدم وجود سدود لحفظ المياه نرجو الله إن تعود هذه الزراعة كما كانت .
- قرية الروس: وهي ثاني أكبر قرية بعد الفرع .
- قرية الإشراف: وهيتحتل مكاناً جغرافياً مميزاً حيث تقع في أعلى الجبل.
- قرية رحبان: تقع إلى الغرب من الرؤوس.
- قرية النمرة: تقع غرب قرية رحبان.
- قرية الطوارف: تقع جنوب قرية النمرة .
- قرية الدهنة: تقع جنوب غرب الرؤوس.
- قرية ثعلب: وتقع شمال الرؤوس.
- قرية الأساحة: تقع إلى الغرب من قرية ثعلب.
- قرية الطرف: تقع في الجزء الشمالي من الجبل والقريب من سفحه.
- قرية حظاة: تقع في شعب عميق إلى الجنوب الشرقي من قرية الطرف وسكانها من بني عمر.
- قرية عضاض: تقع في سفح الجبل من الجنوب.
- قرية الروس: تقع على القمة شمال غرب الرؤوس.
- قرية الشفا: وتقع في قمة الجبل المطلة على تهامة.
- قرية العرضية: تقع شرق قرية الإشراف على الطريق المؤدي إلى الشفا.

وهناك بعض البوادي التابعة للجبل المتناثرة هنا وهناك منها، ذي هداء، تجمة، نطع، خراص، ناوان.الحلفة

## التعليم
في عام 1388هـ افتتحت أول مدرسة ابتدائية للبنين والتحق بها في السنة الأولى 45 طالبا ثم توالت أفواج الطلاب في السنوات التالية. وفي عام 1393هـ تخرجت أول دفعة من المدرسة احتل عشرة منهم مراتب العشرة الأوائل على منطقة القنفذة التعليمية - قبل أن ينضم تعليم قطاع المخواة للباحة - كما إن الأول على مدارس المملكة الابتدائية كان من العشرة الأوائل أنفسهم وقد منح (الأول) جائزة مالية كبيرة آنذاك قدرها 1500ريال من وزارة المعارف وذلك تشجيعا له.كما افتتحت مدرسة ابتدائية للبنين أيضا في قرية ثعلب وذلك عام 1403هـ, ثم متوسطة في قرية الفرع وقد فتحت أبوابها للطلبة عام 1407هـ. وما تم للبنين من فرصة اللحاق بقطار التعليم تم للبنات أيضا حيث افتتحت المدرسة الابتدائية الأولى للبنات عام 1403هـ في الفرع ثم تبعتها مدرسة للبنات أيضا في قرية ثعلب وذلك في العام التالي مباشرة أي في عام 1404هـ وفي عام 1412هـ افتتحت أول متوسطة للبنات في شدا في قرية الفرع.

## الشواهد التاريخية
مما يميز جبل شدا الأسفل عن غيره من الجبال المحيطة به في المنطقة تشكيلاته الصخرية العجيبة مما جعله محط أنظار العلماء من الجيولوجيين الذين زاروا الجبل مرات عديدة وكذالك وجدت الكتابات النبطية الكثيرة في أنحاء منه والرسومات القديمة التي تنبئ عن سمو ذوق راسميها كتلك التي في رهوة الدهنة والتي تصور حيات السلاطين والتيجان على رؤوسهم وكذلك في كهف بـ(رجَمْة المشارف) في الأشراف وفي العرضية إلى الشرق من القرية الأشراف وأيضا في غار الأضاه بالفرع أمام المدرسة القديمة وفي كثير من أنحاء الجبل أما الكتابات والرموز النبطية فهي توجد بكثرة في قرية الإشراف وبالتحديد في الهرير وفي شفا الصخرة.

## معرض الصور
موقع جبل شدا الأسفل على الخريطة